# Naghach Hovnatan
Naghach Hovnatan (en arménien Նաղաշ Հովնաթան) ou Hovnatan Naghach (Հովնաթան Նաղաշ) est un peintre (naghach en persan), poète et chanteur arménien né en 1661 à Shorot (Nakhitchevan) et mort en 1722. Ce poète qui a marqué la transition entre la poésie arménienne médiévale et l'école des achough (ménestrels) est également le fondateur d'une dynastie de peintres, les Hovnatanian.

## Biographie
Hovnatan naît en 1661 à Shorot (Nakhitchevan), dans une famille de prêtres ; il est d'abord éduqué par son père, Hovhannès vardapet, puis est envoyé poursuivre sa formation au monastère Saint-Thomas d'Agulis. Il se marie jeune et a deux fils, Harutioun et Hakob.
Hovnatan voyage beaucoup et est notamment invité à la cour de Vakhtang VI de Karthli, à Tiflis, où il exerce ses talents de peintre et de chanteur. On le retrouve également à Erevan et à Etchmiadzin.
Il meurt en 1722.

## Poète et chanteur

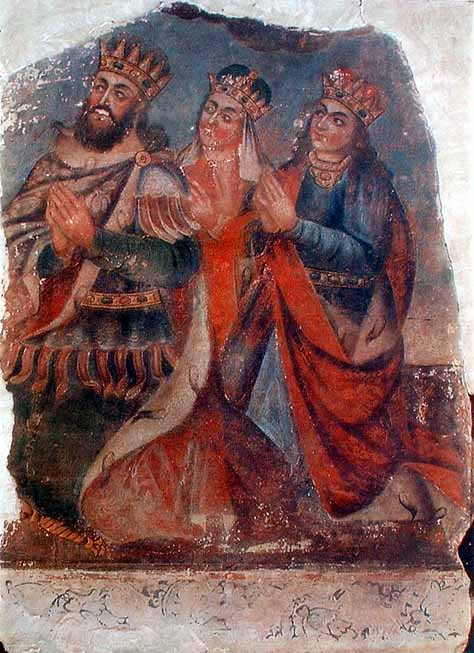
Tiridate, sa femme Achken et sa sœur Khosrovadoucht, Naghach Hovnatan, Galerie nationale d'Arménie.

Hovnatan est l'auteur d'une centaine de poèmes que l'on peut répartir en trois catégories : des poèmes religieux, des poèmes d'amour et des poèmes humoristiques. Il écrit en arménien populaire, en un mélange de dialectes de l'arménien occidental et de l'arménien oriental agrémenté d'arménien classique. Poète et chanteur, il marque la transition entre la poésie arménienne médiévale et l'école des achough (ménestrels) et a ouvert la voie à Sayat-Nova.

## Peintre
Hovnatan s'illustre tant par ses fresques que par ses toiles. Il est notamment l'auteur du décor de l'église Saints-Paul-et-Pierre d'Erevan (détruite à l'époque soviétique) et des coupoles de la cathédrale d'Etchmiadzin.
Il est le fondateur d'une dynastie de peintres s'étalant jusqu'au XIXe siècle, les Hovnatanian.